# Hypertype
Vous lisez un « bon article » labellisé en 2015.
Un hypertype est, dans le domaine de l'élevage et de l'anatomie animale, l'accentuation à l'extrême de traits distinctifs propres à une race animale domestique. Il concerne particulièrement l'élevage canin, bovin, porcin, et plus rarement félin, équin, ou encore celui des lapins et d'autres espèces. Chez les animaux de compagnie, l'hypertype est favorisé par des éleveurs et associations de race en relation directe avec les concours de beauté et de présentation. L'hypertype pose un problème quand il conduit à sélectionner des animaux sur des critères esthétiques qui génèrent pour eux une souffrance.
Les conséquences néfastes de l'hypertype touchent particulièrement les chiens brachycéphales qui souffrent de problèmes respiratoires, et donc aussi les chiens d'apparence néoténique tels que le Cavalier King Charles Spaniel, avec la réduction du volume de sa boîte crânienne. Les chiens d'utilité sont moins touchés. Le berger allemand est un cas connu, dont les troubles locomoteurs sont accrus du fait de l'abaissement de la ligne du dos, qui l'a rendu plus sensible aux effets de la dysplasie de la hanche. Les hypertypes touchent également le chat Persan, le cheval arabe de show, les animaux de rente culards et les vaches laitières. De nombreux vétérinaires et chercheurs se sont exprimés contre l'hypertype, estimant qu'il produit des « monstres », compromet le bien-être animal à court terme, et fait peser un risque d'extinction sur les races concernées à long terme.

## Définition

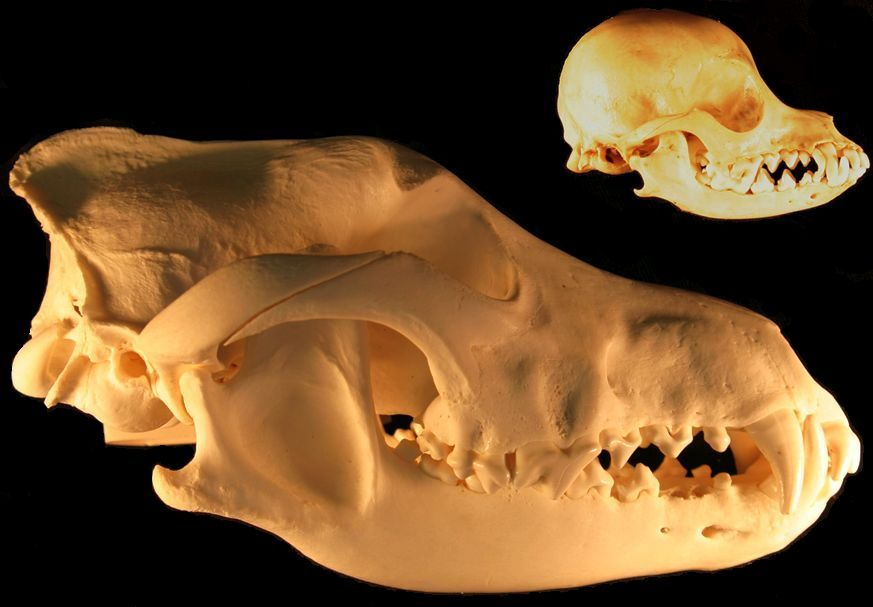
Comparaison entre un crâne de loup gris et celui d'un chien de race Chihuahua (en haut et à droite)

En zootechnie, le « type » désigne les attributs morphologiques caractéristiques d'une population ou d'une race animale donnée. Il se rattache généralement à une utilisation ou à une vocation particulière, alors que le « modèle » traduit une expression particulière de ce type.
L'hypertype peut être considéré comme un modèle particulier à l'intérieur d'un type. Il résulte d'une sélection se traduisant par une accentuation importante, voire excessive, de certaines caractéristiques du type en vue d'une utilisation zootechnique particulière, qu'elle soit utilitaire (animaux de rente), ou esthétique (animaux de compagnie). Chez les animaux de rente, l'hypertype « culard » se trouve en particulier chez la race bovine à viande Blanc bleu belge, et l'hypertype morphologique laitier chez certaines souches de bovins de race Holstein.
Chez les animaux de compagnie, l'hypertype est associé à la recherche d'une « beauté conventionnelle ». Il se traduit par l'exagération de critères de beauté, avec des effets de mode.
Sur le plan du déterminisme génétique, les hypertypes morphologiques sont régis par des gènes majeurs (gènes exerçant un rôle important dans la variation de l'expression d'un caractère quantitatif), ils ont une héritabilité forte qui rend facile la fixation de tels caractères par la sélection. La sélection consanguine peut y contribuer en accroissant l'homozygotie des gènes majeurs, mais il est erroné de considérer que la consanguinité per se génère des hypertypes.
L'accentuation excessive de traits morphologiques ou anatomiques des hypertypes, ainsi que les modifications physiologiques qui leur sont corrélées, confèrent généralement une valeur adaptative très diminuée. Les animaux à hypertype ne peuvent donc être entretenus que dans des milieux d'élevage très contrôlés et avec des modes d'élevage très adaptés. Par exemple, l'intervention de l'éleveur peut être indispensable pour la reproduction lorsqu'elle ne peut pas se faire dans les conditions naturelles (insémination et mise bas par césarienne).
À cause de cela, la production d'hypertypes est généralement considérée comme contraire au bien-être animal. D'un point de vue zootechnique, lorsque les conditions environnementales sont parfaitement adaptées aux exigences anatomiques et physiologiques de l'hypertype, sa viabilité peut-être considérée comme normale.

## Histoire en élevage canin et félin

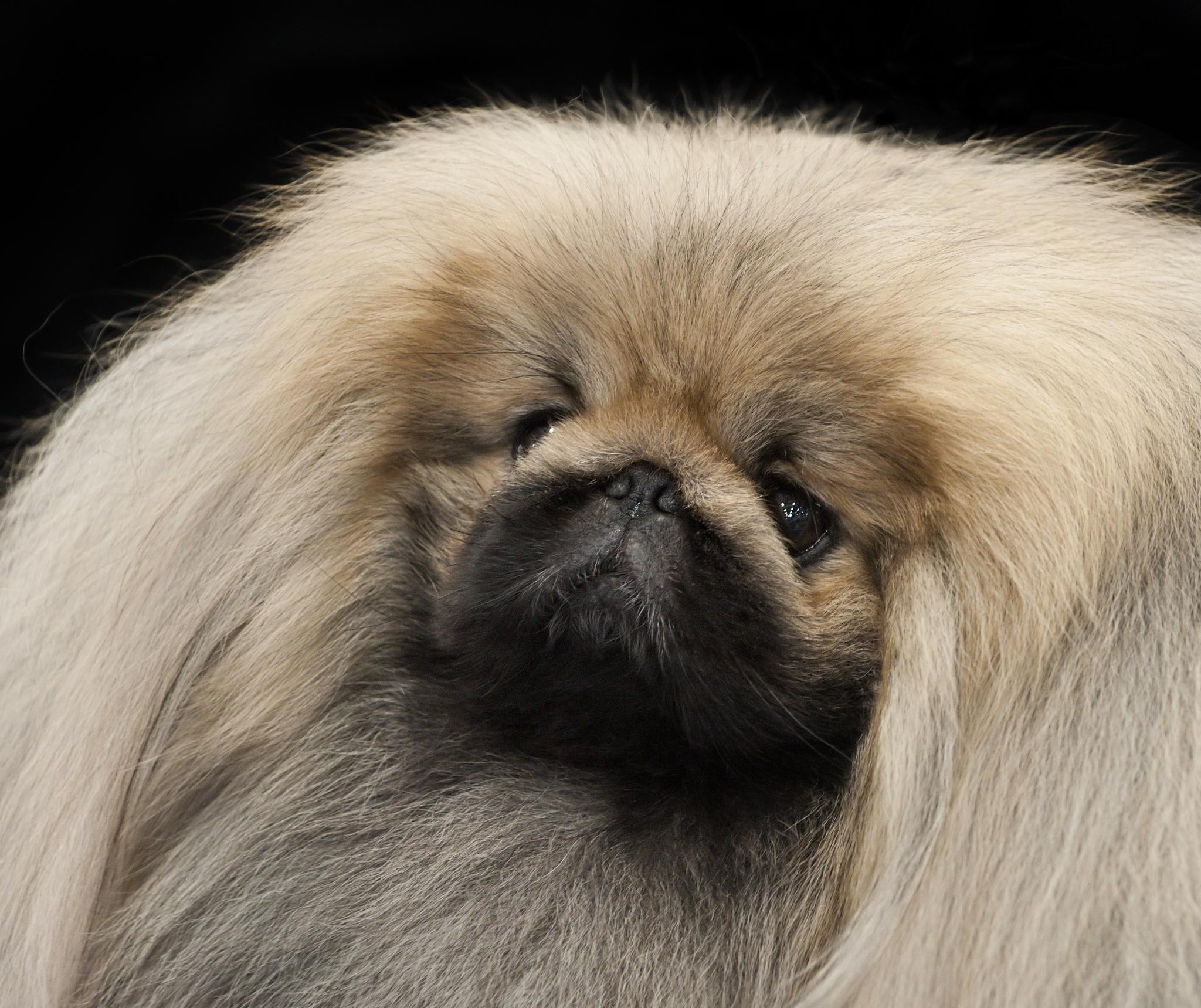
Le cas du chien pékinois malade vainqueur du Crufts en 2003 a contribué à lancer le débat sur l'hypertype.

L'hypertype est une notion récente en élevage canin et félin.

### Origine
Les chiens sont sélectionnés depuis toujours sur leur aptitude à accomplir des tâches pratiques (garde, chasse...). Au XIXe siècle, l'esthétique devient peu à peu le critère de sélection des races de chiens. La recherche d’homogénéité se traduit par une baisse de la diversité génétique. La reine Victoria, en particulier avec son pékinois, promeut une mode de l'esthétique canine et l'élevage de chiens comme passe-temps et marqueur social. Les éleveurs sélectionnent des animaux sur des critères de taille et sur des anomalies, telles que des pattes plus courtes. Le succès rapide des expositions canines entraîne des transformations chez les chiens de race. Les États-Unis et l'Angleterre sont à l'origine de la plupart des races canines hypertypées. L'élevage à cette fin est favorisé par le marché, les chiens hypertypés et miniaturisés étant plus faciles à vendre. Le « culte de l'hypertype » touche particulièrement l'élevage canin au début du XXIe siècle, un article du Figaro magazine citant l'existence de ce problème dès 1996. Les méfaits de l'hypertype deviennent bien visibles chez les chiens avec le cas du vainqueur du Crufts de 2003, une importante exposition canine anglaise. Ce Pékinois a subi une opération du voile du palais et, victime d'hyperthermie, a reçu son prix en étant placé sur des glaçons.
Chez le cheval, le problème est assez similaire. Le Pur-sang arabe, élevé pour son utilité jusqu'au milieu du XXe siècle, l'est de plus en plus souvent pour sa « beauté ». Il a vu le profil de sa tête se creuser très nettement, en à peine 50 ou 60 ans.

### Contrôle exercé par les sociétés canines et félines

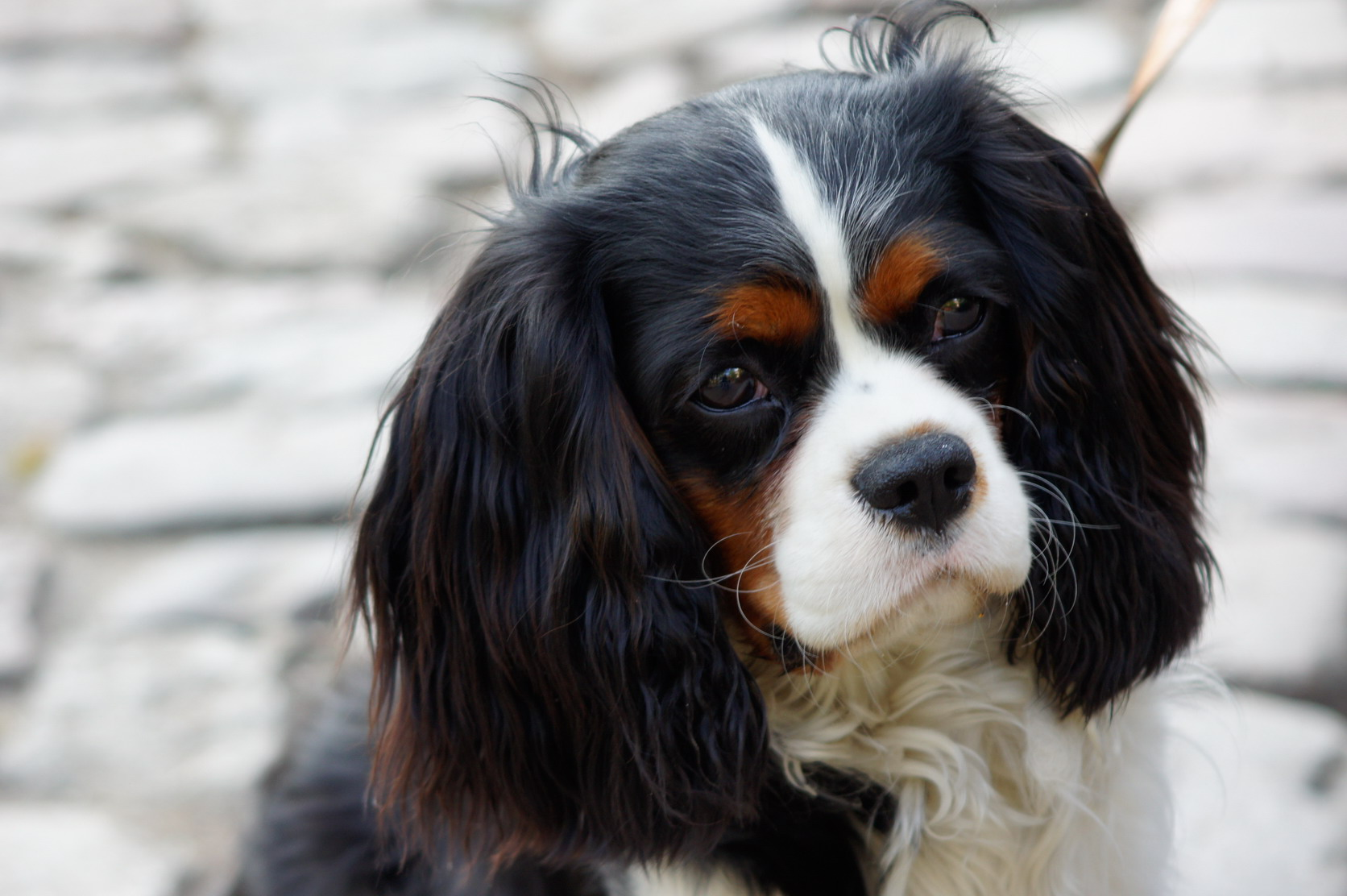
Un Cavalier King Charles Spaniel, l'une des races hypertypées évoquées dans le documentaire Chiens de race, les maîtres fous.

La prise de conscience de ces problèmes est récente, mais les réactions de certaines sociétés d'élevage concernées (entre autres, la société centrale canine) ont été immédiates. En 2004, le LOOF donne l'alerte sur les hypertypes touchant plusieurs races de chat et modifie ses règlements quelques années plus tard pour disqualifier les chats Persan aux narines pincées. En 2009, une vaste étude est menée sur les 50 races de chien les plus populaires du Royaume-Uni, établissant que sur les 396 troubles héritables détectés, 84 sont directement liés à des hypertypes exigés ou favorisés par les standards de ces races.
La société canine de Suède a placé 70 races de chien sous surveillance et interdit les croisements trop consanguins. The Kennel Club, en Angleterre, a revu les standards d'une centaine de races. La fédération cynologique internationale ne considère pas les hypertypes comme un problème, dans la mesure où ils constituent, selon elle, ce qui permet de distinguer les races de chien les unes des autres. Cependant, elle a communiqué des instructions à ses juges pour faciliter la sanction des hypertypes qui occasionnent des problèmes de santé pendant les compétitions. Les juges d'expositions canines ne sont pas toujours capables de déterminer si le chien qui leur est présenté est en bonne condition physique, malgré les efforts de formation réalisés en ce sens. En 2013, les considérations eugénistes dans la sélection des chiens vont cependant de plus en plus vers l'élimination des maladies au détriment de l'esthétique. Les standards des races peuvent désormais évoluer si une preuve de souffrances causées par un hypertype est apportée, c'est le cas notamment de ceux du Bulldog anglais et du Basset Hound,. Le président de la société centrale canine estime que la révision des critères de notation en concours permettra de faire disparaître rapidement les hypertypes, faute d’intérêt pour les éleveurs à produire ce genre de chien.

## Races animales touchées par des hypertypes
Toutes les races animales ne sont pas prédisposées ou victimes d'hypertypes. De même, les pathologies associées varient avec l'hypertype en question. Chez le chien, les museaux courts et les têtes concaves sont notamment connus pour provoquer des difficultés respiratoires.

### Races canines
Chez les chiens, l'hypertype est plus fréquent parmi les races « à la mode ». Le museau des brachycéphales (en particulier les Pékinois, Bouledogues et Carlins) s'est raccourci en quelques décennies. Le standard du Bulldog anglais a longtemps demandé un museau « aussi court que possible », ce qui a entraîné l'arrivée de problèmes respiratoires, le palais mou et élancé réduisant le flux d’air. Cette race est affectée de nombreux autres problèmes, ses capacités d’exploration de l’environnement et de saillie étant réduites, avec un fréquent recours à l’insémination artificielle et à la césarienne. Carlins et Pékinois souffrent de leurs yeux proéminents, qui les prédisposent aux ulcères et aux luxations oculaires.
Les races de chiens ont été poussées vers le nanisme ou le gigantisme, au détriment de la taille « moyenne ». Les races géantes à ossature lourde sont prédisposées aux pathologies de l'os comme l'ostéochondrite, la dysplasie de la hanche et du coude,. Le Terre-neuve a vu se multiplier les cas de dysplasie de la hanche avec la recherche de certains caractères du nanisme. Le chow-chow souffre de difficultés locomotrices dues à la recherche de membres postérieurs droits. Les Teckels et les Bassets ont un dos très long et des pattes très courtes, engendrant des maux de dos, mais aussi des difficultés dans l'expression du comportement, ces races n'étant pas capables d'adopter la posture « en arc » pour l'appel au jeu, qui est importante dans le comportement du chien. Le dos du Berger allemand est devenu de plus en plus plongeant, avec une multiplication des cas de dysplasie de la hanche. Le Shar Pei est recherché avec le plus de plis possible, ce qui entraîne des infections de la peau comme les dermatites. Les chiens de compagnie et d'exposition sont particulièrement soumis aux problèmes de santé résultant d'hypertypes, dans la mesure où les critères esthétiques sont prépondérants dans leur sélection, contrairement aux chiens d'utilité.

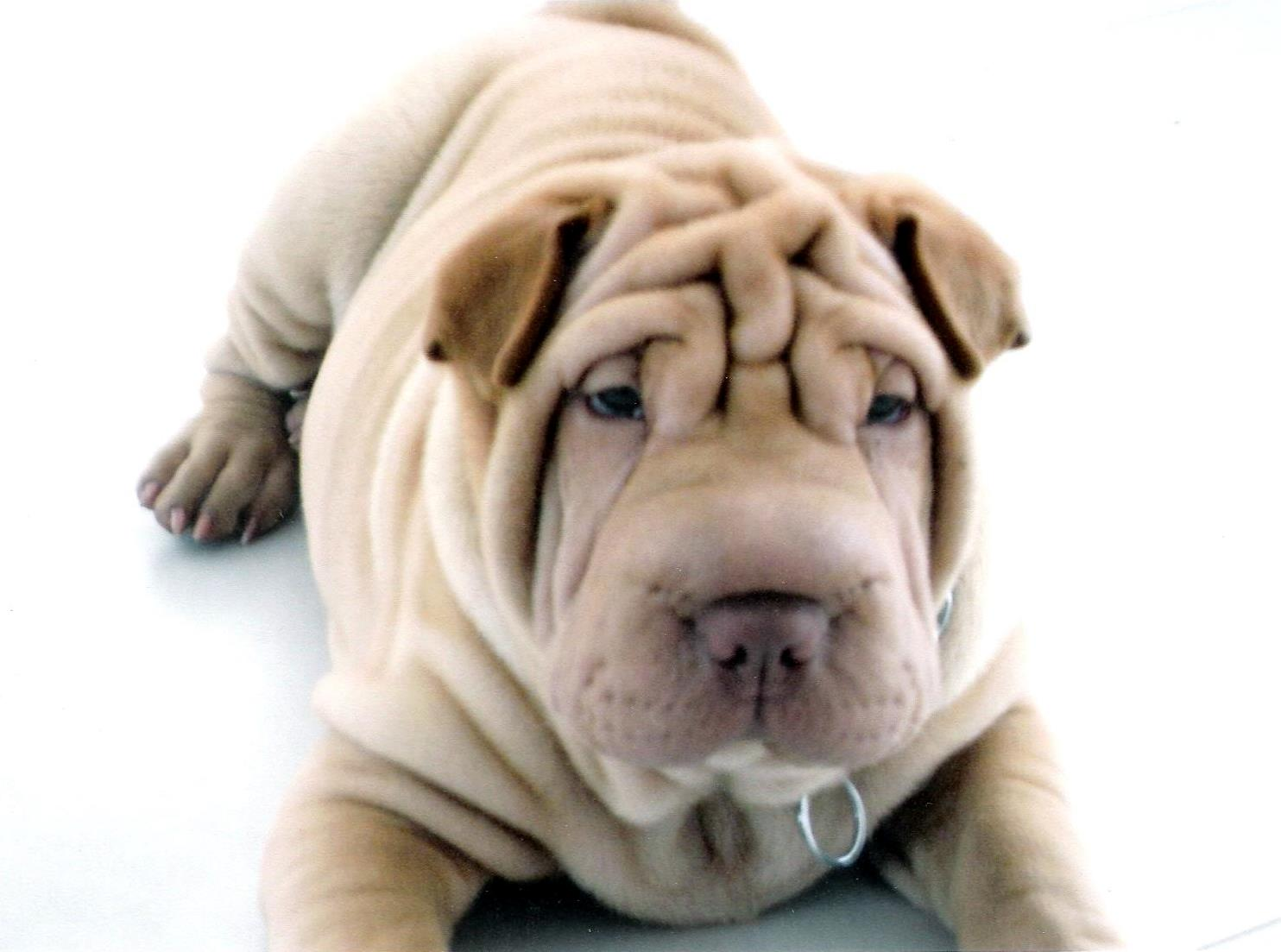
Shar Pei (peau plissée).
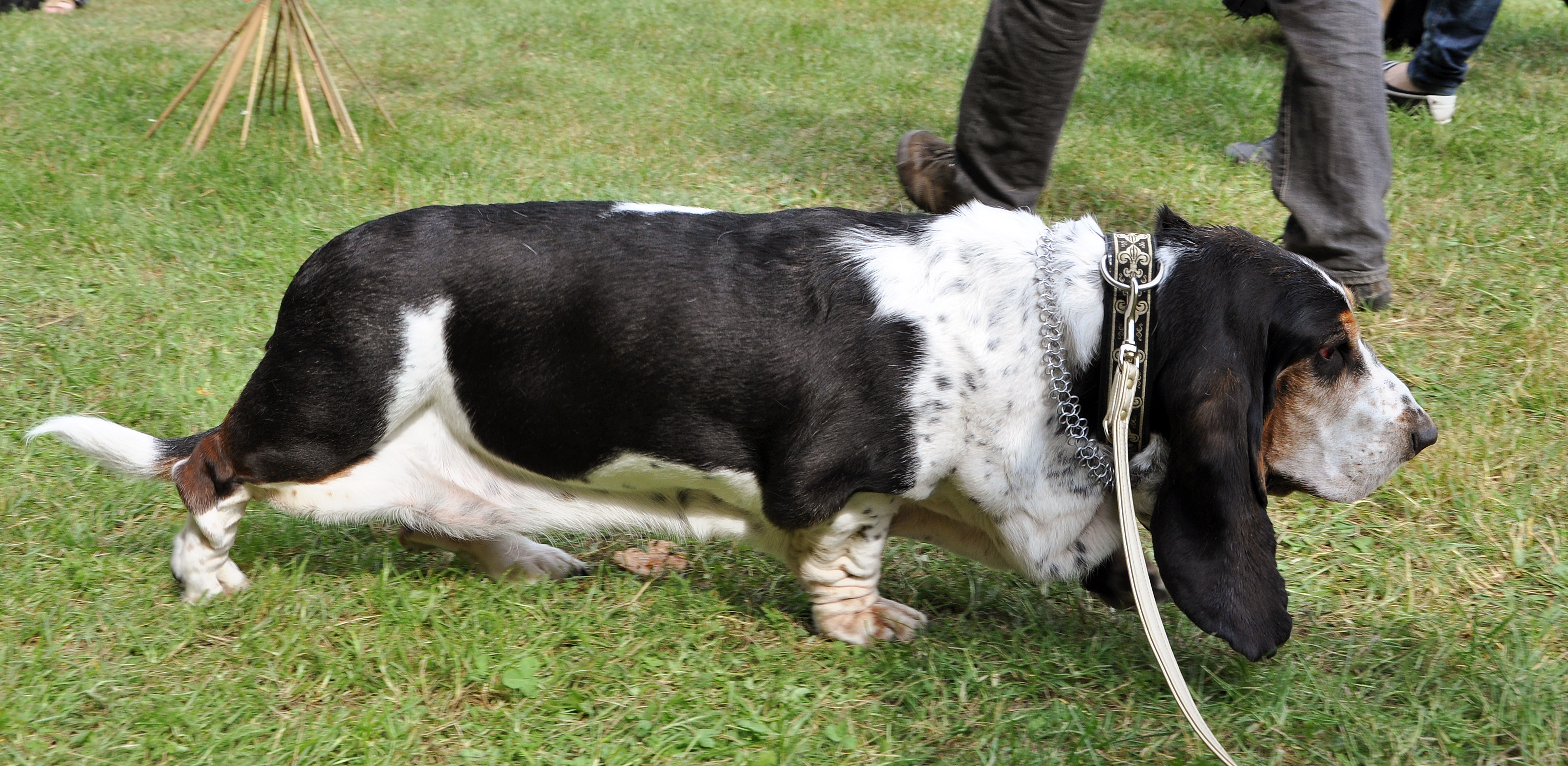
Basset Hound (pattes courtes, dos long, peau lâche et oreilles longues).
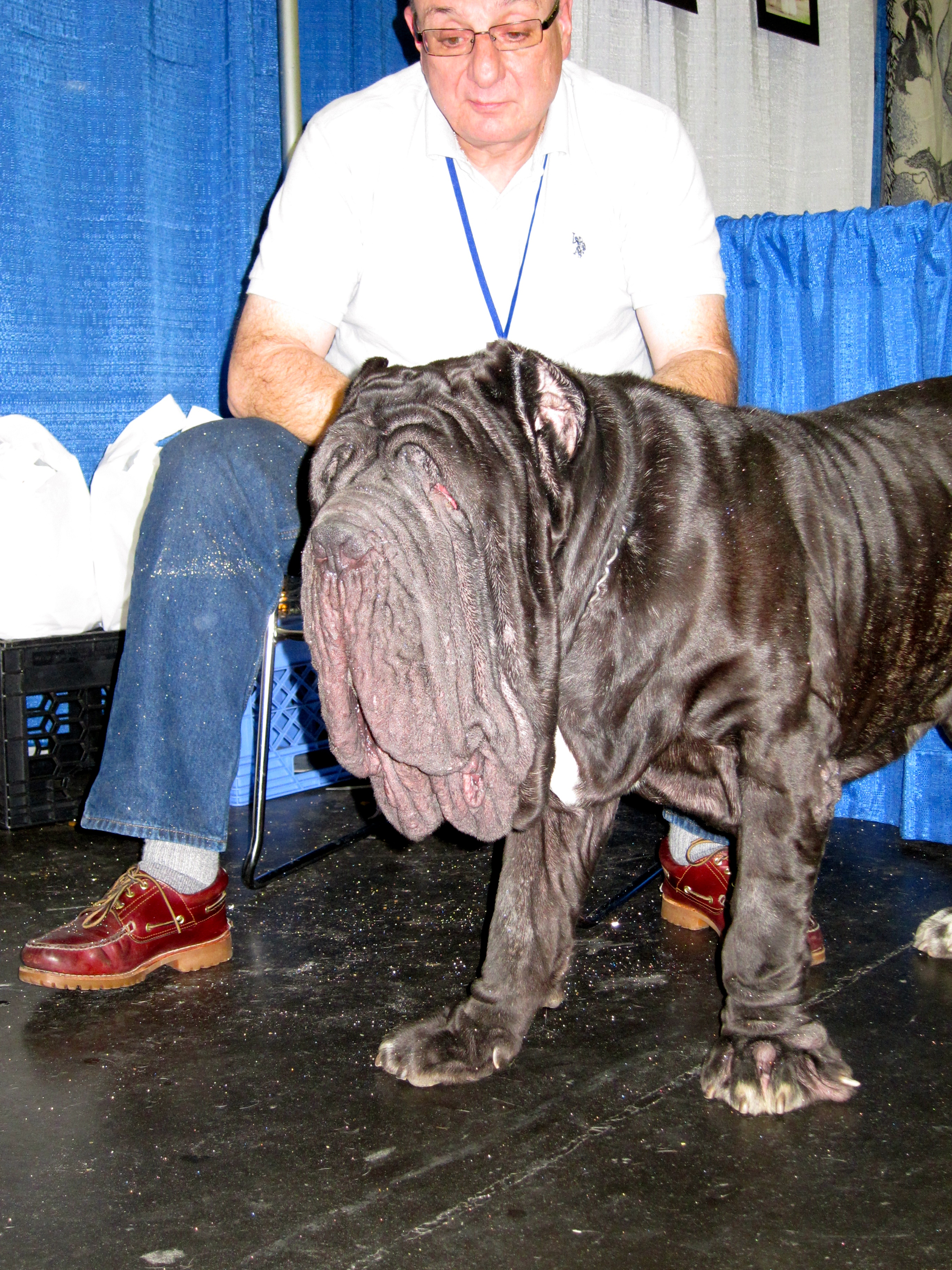
Mâtin napolitain (taille, peau lâche et plissée de la tête).
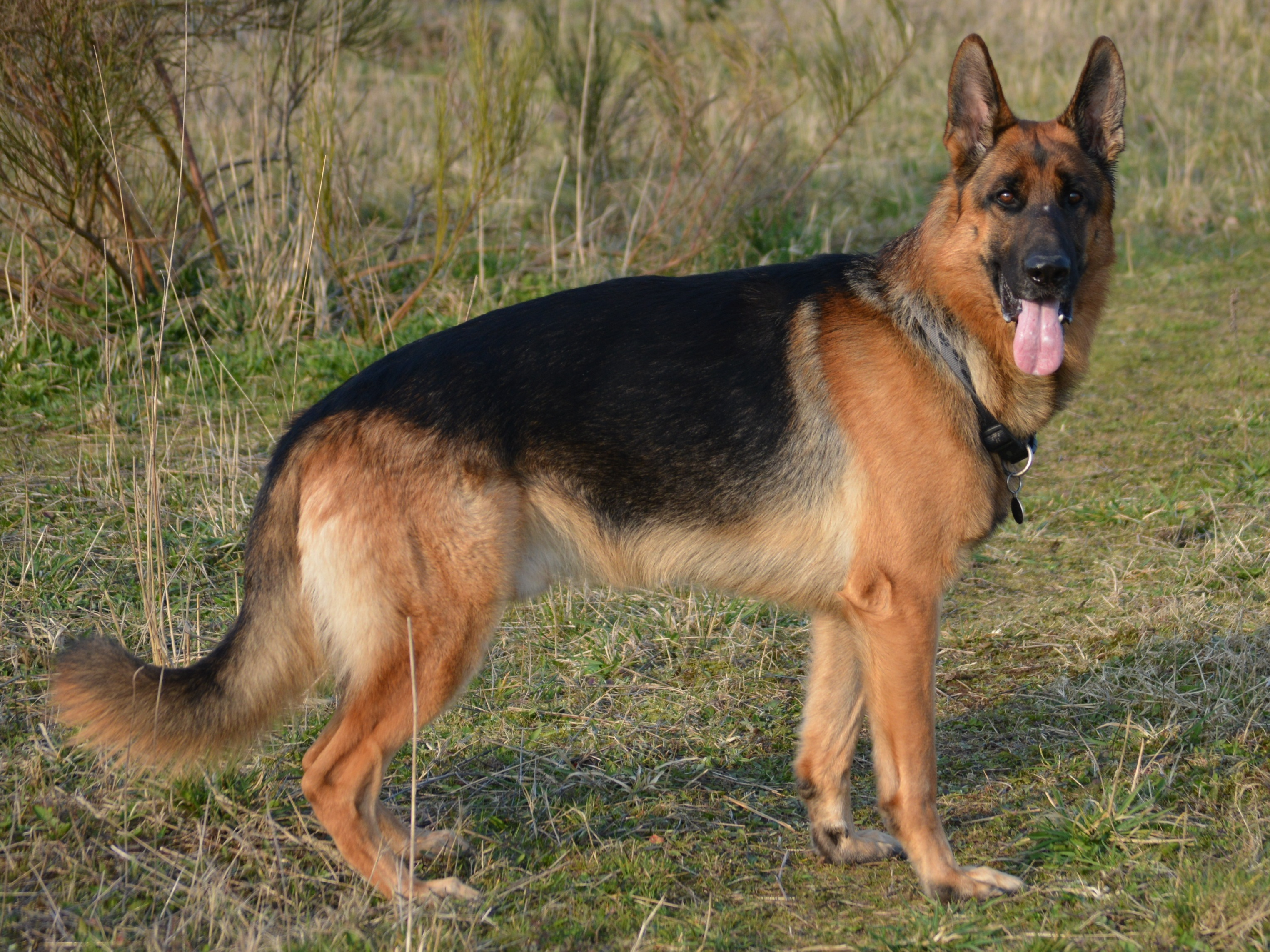
Berger allemand (ligne du dos)

La recherche de grands yeux et d'une « tête de chiot » chez le Cavalier King Charles a multiplié les cas de syringomyélie, à cause de la diminution du volume de la boîte crânienne. De même, chez les chiens à grosse tête ou les races naines fragiles comme le Chihuahua, certaines naissances s'effectuent par césarienne. La recherche d'une queue en tire-bouchon chez des races comme le Carlin prédispose à la scoliose. La crête du chien de Rhodésie à crête dorsale semble le prédisposer au sinus dermoïde, qui touche entre 5 et 10 % des sujets de la race, et à des malformations de la colonne vertébrale. L'hypertype du chien peut prendre des formes variables, comme celle d'une fourrure très abondante chez le Bearded collie, ou encore celle d'oreilles très longues et pendantes, ou bien repliées. Le Cocker spaniel souffre ainsi fréquemment d'infections des oreilles.
En 2018, l'Académie vétérinaire de France émet un avis sur les hypertypes canins en les qualifiant de maltraitances programmées. Elle y émet des recommandations destinées aux acteurs de la filière et demande ainsi aux juges de concours canins de ne pas récompenser les individus hypertypés, aux acteurs de l'élevage de ne pas choisir les individus les plus hypertypés pour la reproduction, et incite à l'arrêt des messages publicitaires mettant en scène des chiens hypertypés. Depuis 2019 aux Pays-Bas, il est interdit de faire reproduire des chiens à la face écrasée dont la taille du museau est inférieure à la moitié de leur crâne. Cependant, ces chiens font l'objet d'un élevage illégal. En 2022, un jugement norvégien statue que l'élevage du Cavalier King Charles et du Bulldog anglais génère des souffrances incompatibles avec les lois sur la protection animale. En 2023, une proposition est faite aux Pays-Bas par le ministre de l'agriculture pour interdire les hypertypes canins et félins relevant de la souffrance permanente.
Des campagnes sont menées dans différents pays pour dissuader les acheteurs d'acquérir des chiens à la face écrasée,.

### Races félines
Bien que l'hypertype soit moins connu chez le chat que chez le chien, il s'est répandu notamment chez les races brachycéphales américaines telles que le persan, l'exotic shorthair et le burmese, accompagné de difficultés respiratoires et de malocclusion dentaires. Le museau exagérément écrasé du persan entraîne l'obstruction du canal lacrymal et est associé à une grosse tête ronde favorisant fortement les dystocies (même mécanisme que chez les chiens brachycéphales). Le gène à l'origine des oreilles repliées du scottish fold provoque des malformations chez les sujets homozygotes. Le maine coon, une race bréviligne, est touché par l'arthrose et divers problèmes articulaires en raison de sa masse,.

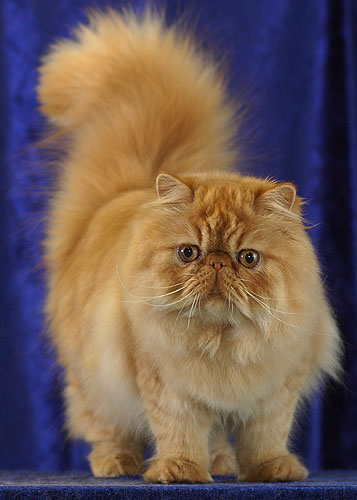
Persan.
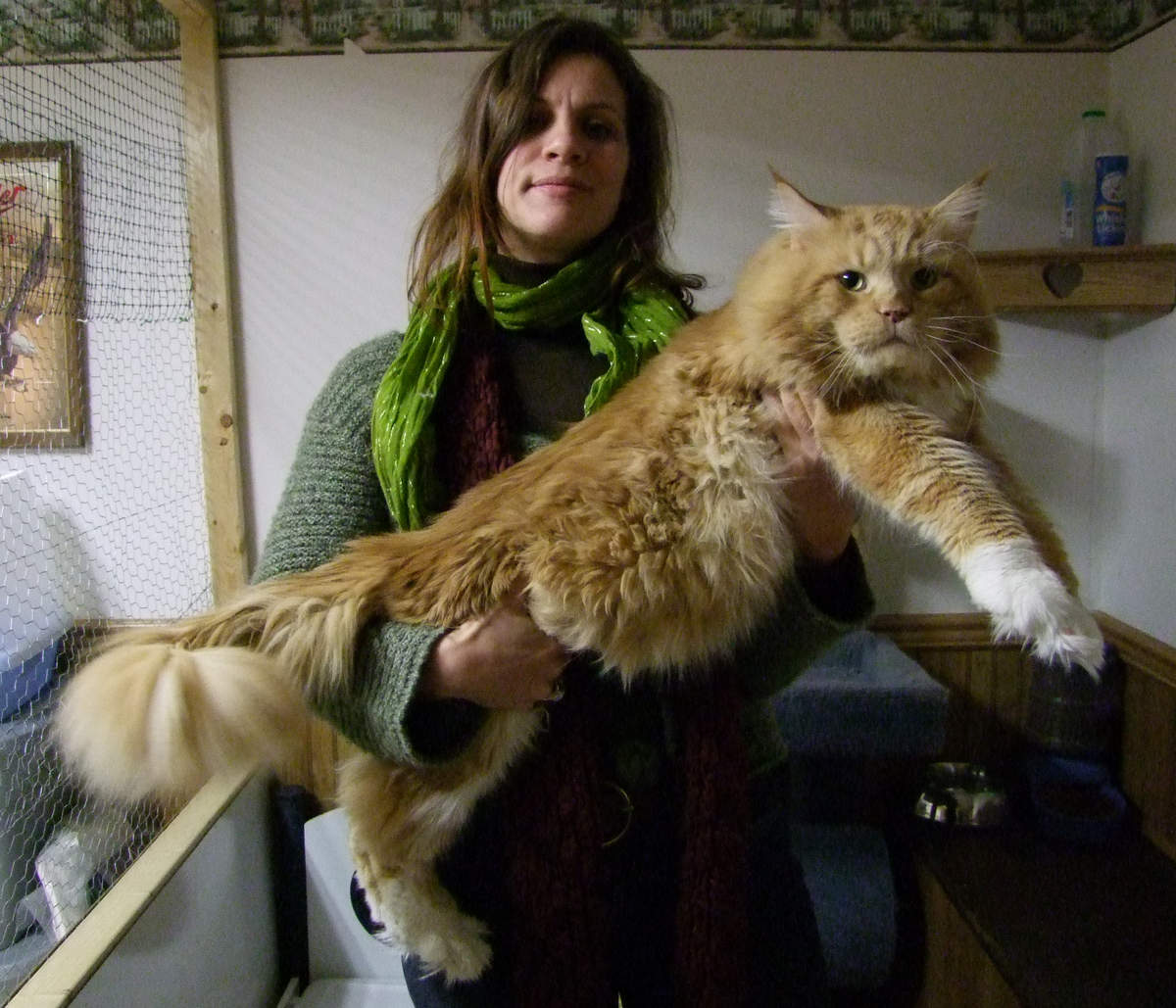
Maine Coon.
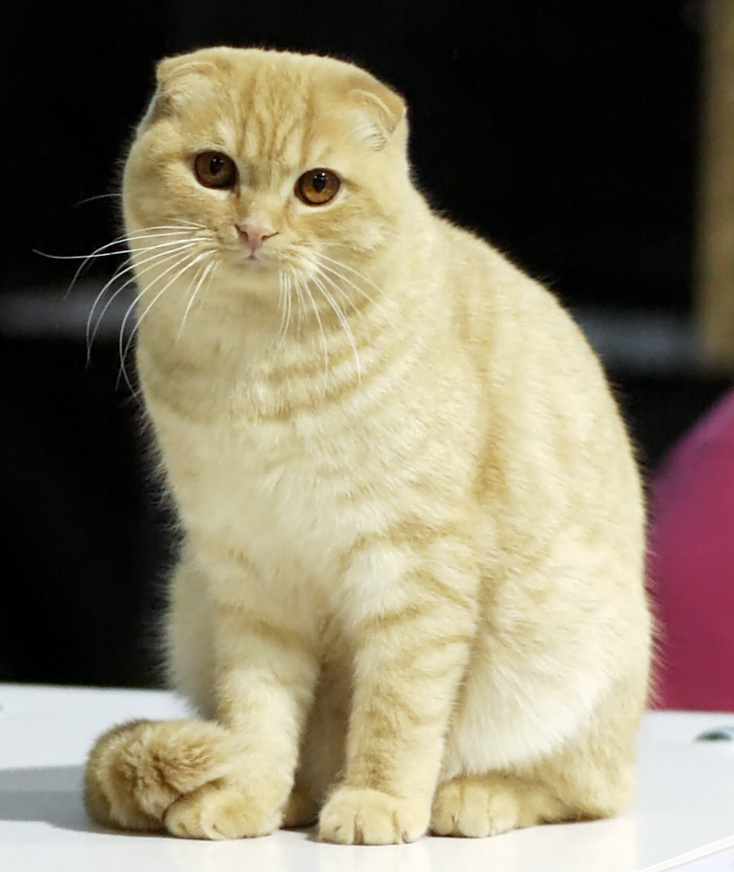
Scottish fold.

### Races de lapins
L'hypertype est moins connu et moins fréquent chez les lapins domestiques, mais néanmoins présent dans certaines races, sélectionnées pour leurs oreilles tombantes et leur crâne brachycéphale, comme le lapin hollandais et le lapin tête de lion.

### Races chevalines
Les occurrences d'hypertypes sont assez rares chez le cheval car l'utilisation montée de l'animal empêche une dérive morphologique extrême. Elles concernent surtout les races géantes (de trait) ou miniatures, et le Pur-sang arabe de show, recherché avec un chanfrein exagérément concave, ce qui peut engendrer des difficultés respiratoires,,. L'existence d'hypertypes chez le cheval a été nettement médiatisée en 2017 à travers le cas d'El Rey Magnum. Par la suite, en 2023, une étude scientifique a établi la responsabilité de l'hypertype concave du cheval arabe dans la fréquence des infections respiratoires touchant les poches gutturales du poulain,.
Les critères de sélection des Quarter Horse et des Paint Horse de Halter, aussi musclés que possible sur des membres fins, font souffrir le cheval au niveau des pieds en plus de favoriser la prolifération d'une maladie génétique des muscles. De plus, ces chevaux sont souvent complémentés avec des stéroïdes et confinés dans des espaces réduits, pour garder leur musculature excessive. Ils n'ont d'autre utilité que d'être des « gravures de mode vivantes », et se révèlent inaptes à un réel travail d'équitation. La recherche de crins toujours plus abondants chez le Cob Gypsy (et dans une moindre mesure le Frison, concerné également par l'accent mis sur son trot au détriment de sa morphologie) s'apparente elle aussi à de l'hypertype.

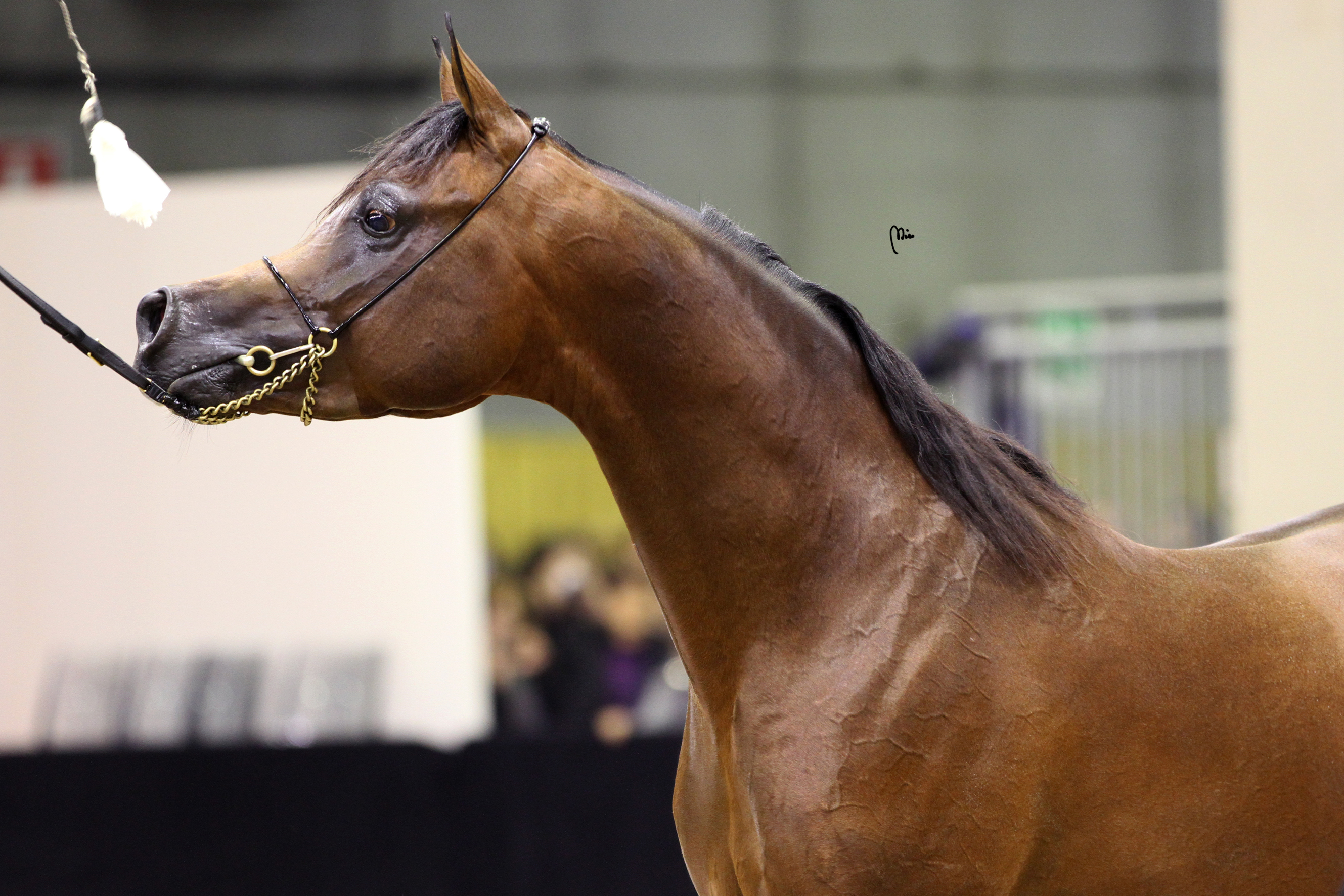
Cheval arabe de show (profil concave).
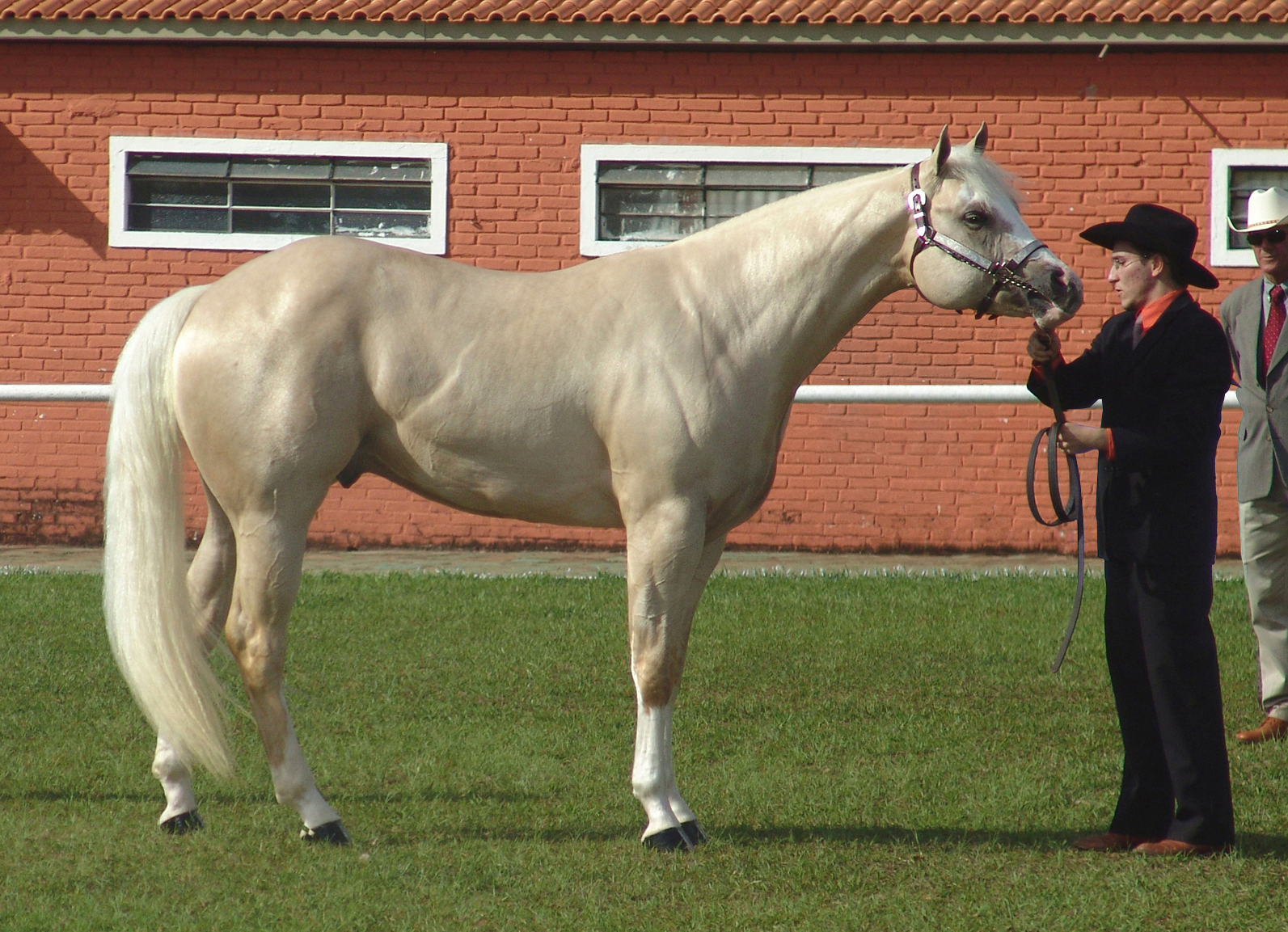
Quarter Horse de halter (musculature).
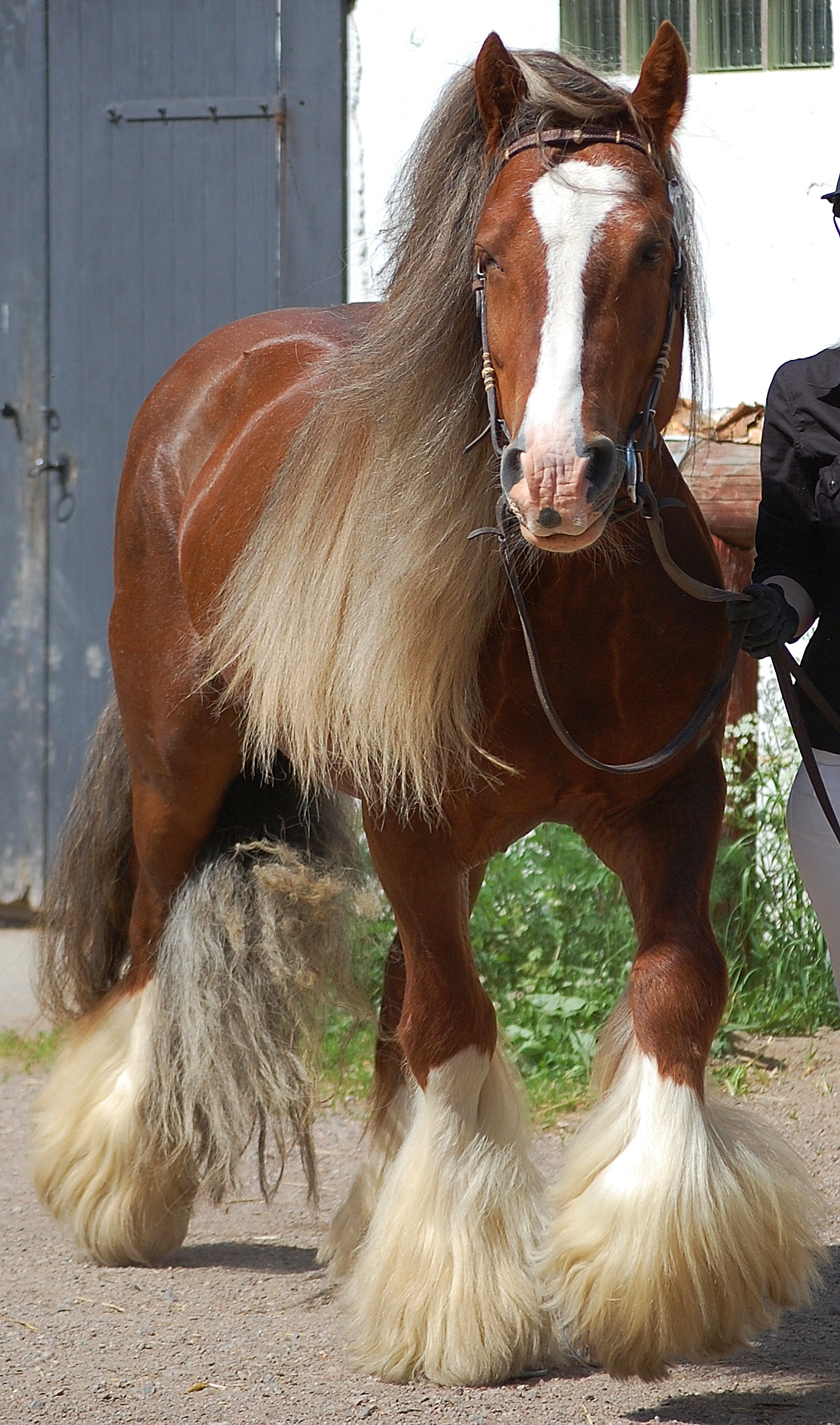
Cob Gypsy (abondance des crins et des fanons).

### Animaux de production
La morphologie de certaines races bovines et porcines spécialisées pour la production de viande, font qu'elles sont généralement considérées comme des hypertypes musclés. C'est le cas des vaches Charolaises, tellement spécialisées pour produire des veaux lourds à la naissance, que l'incidence des dystocies, et donc des vêlages par césarienne, y est plus élevée que chez les races n'ayant pas cet hypertype. Avec l'évolution de la race Limousine, les vêlages par césarienne sont de plus en plus nombreux et atteignent 5 % des naissances en 2017. Dans certains cas extrêmes, des races sont sélectionnées sur la présence du gène culard (un gène d'hypermuscularité aussi présent chez les porcs de race Piétrain et Landrace belge), l'incidence des mises bas par césarienne peut ainsi atteindre 69 %, notamment chez les vaches Blanc bleu belge. La présence du gène culard s'accompagne aussi d'insuffisances du squelette au regard de la musculature de l'animal, et donc à des douleurs musculo-squelettiques et d'une difficulté à la marche.

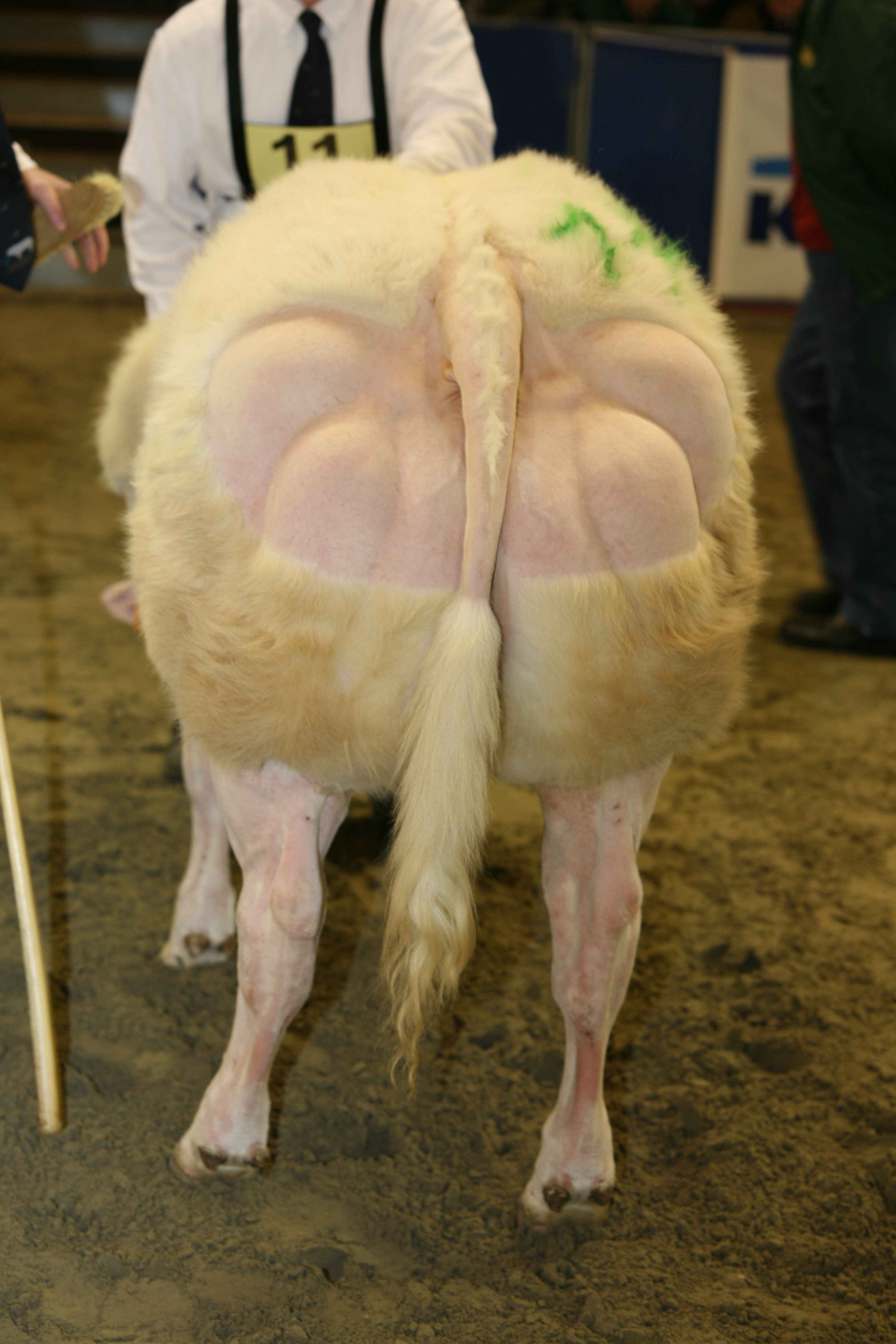
Arrière train culard d'un bovin Blanc bleu belge.
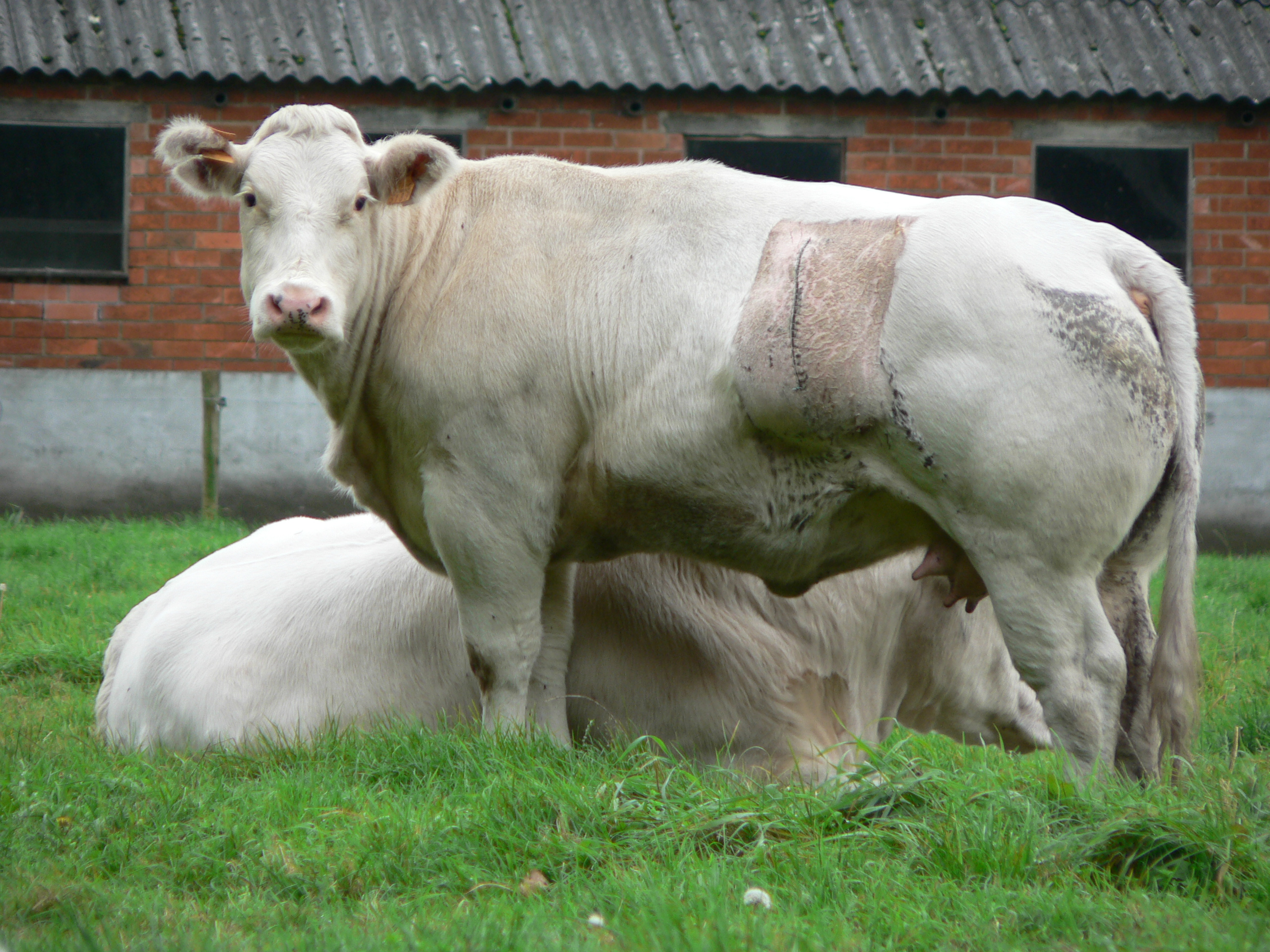
Cicatrice de césarienne d'une vache Blanc bleu belge.
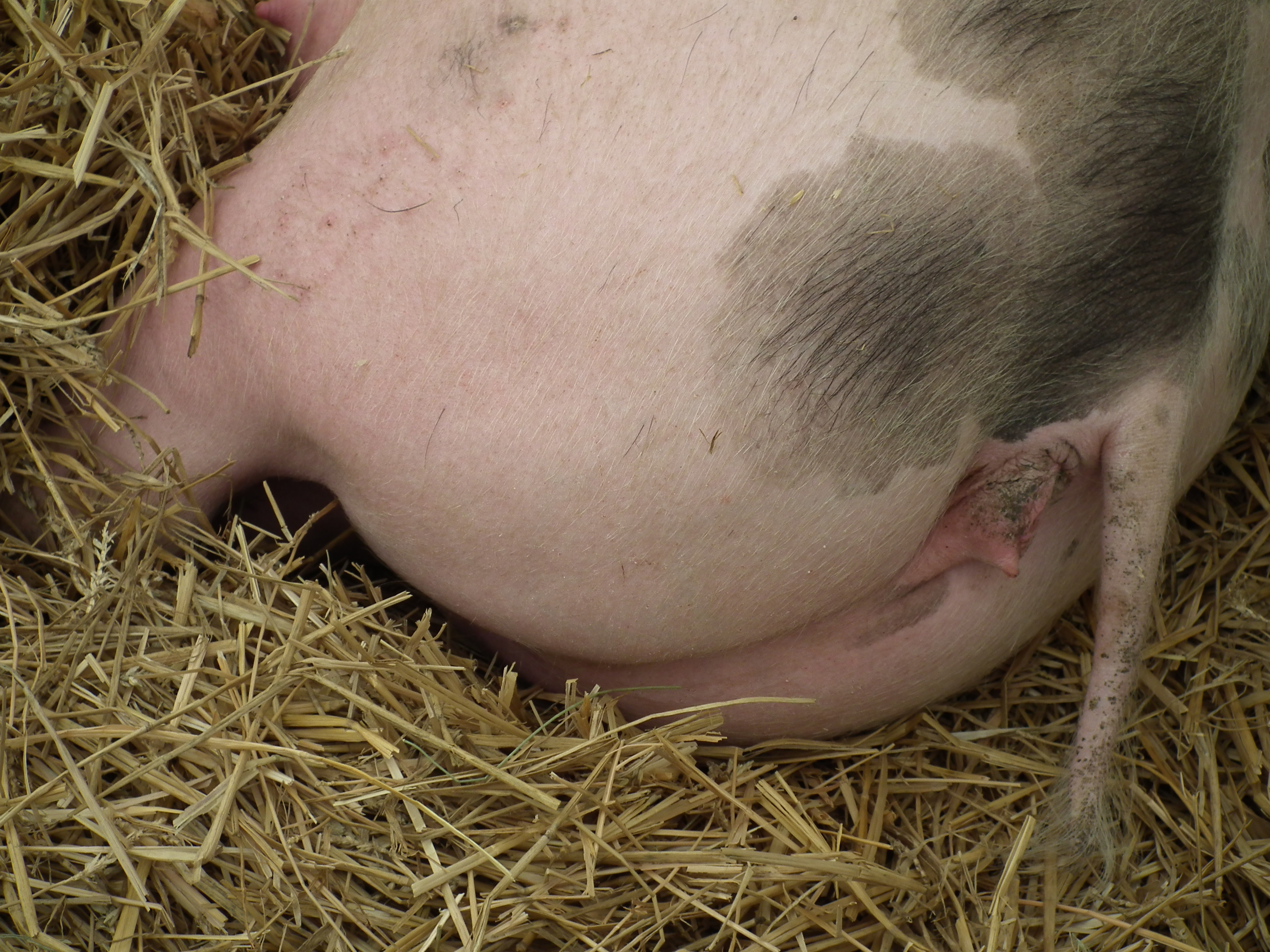
Arrière train culard d'un porc piétrain.

Il en va de même pour les races laitières sélectionnées excessivement sur la production de lait, qui sont considérés comme des hypertypes laitiers. C'est le cas des Prim'Holstein, race majoritaire en élevage laitier. Certaines vaches laitières sont ainsi capables de produire plus de 10 000 kg de lait par lactation, une productivité qui se fait au détriment de leur santé (mammites), de leur longévité et de leur fonction de reproduction,.

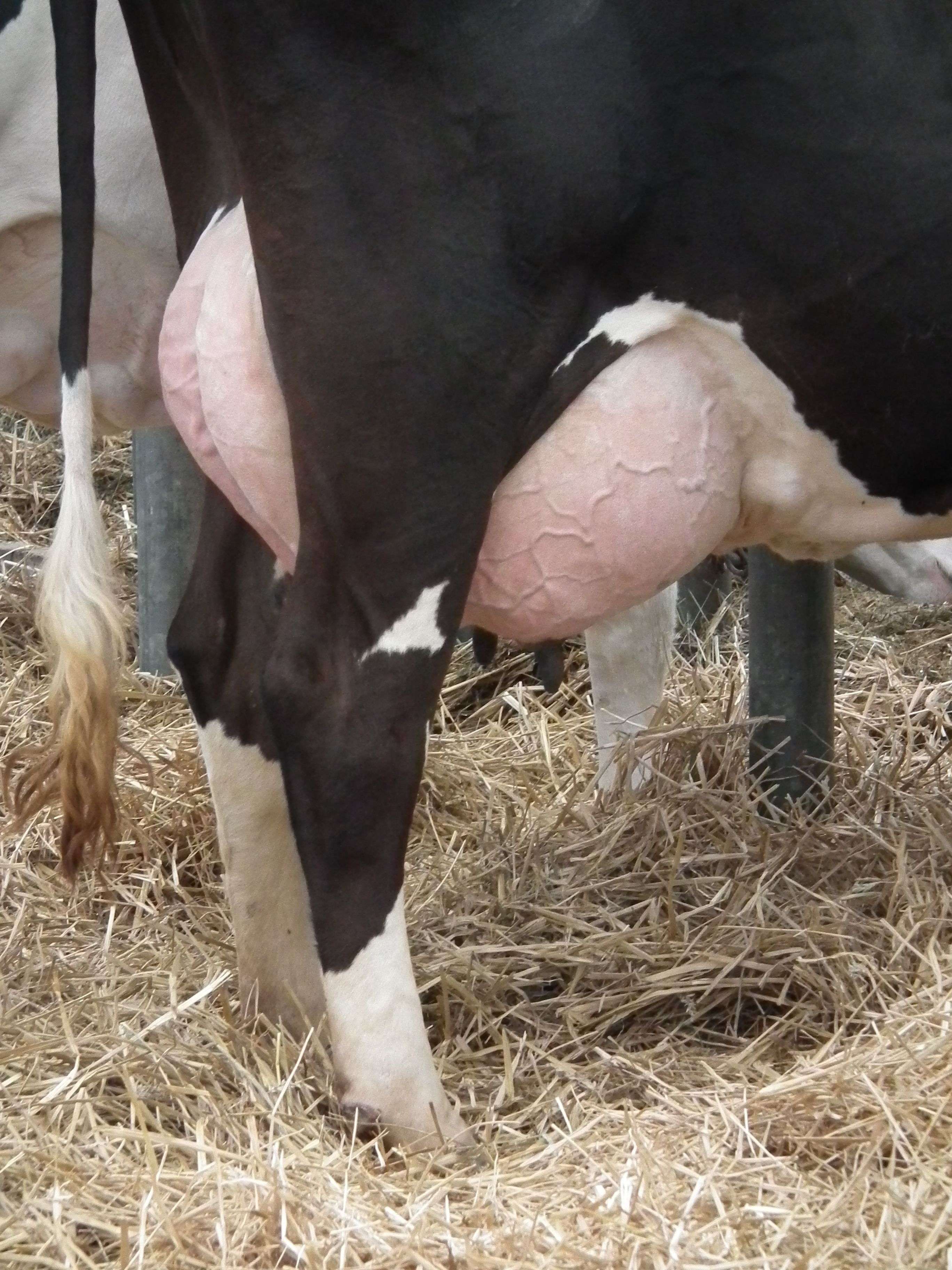
Mamelles d'une vache Holstein.

## Réactions et médiatisation
Dès 1999, une étude établit que la sélection des chiens et chats sur des critères physiques sans fonction adaptative créée de la souffrance. Pour Jean-Pierre Digard (2008), « l’homme n’a pas intérêt à maltraiter des animaux ni à leur imposer des conditions d’élevage ou de sélection (hypertypes) contraires à leur bien-traitance à court terme et à la survie même de certains élevages à long terme : c’est nuisible à la santé animale comme à la santé humaine, y compris psychique ».
La BBC a diffusé une enquête en 2009, Pedigree dogs exposed (traduit et diffusé sur France 2 en 2010 sous le titre Chiens de race, les maîtres fous), dans laquelle plusieurs vétérinaires se sont exprimés sur l'hypertype des chiens. Ils estiment que cela produit des « monstres », condamne les animaux touchés à une vie plus courte et peu agréable, et met en péril la survie même de certaines races. La Dr vétérinaire Irène Sommerfeldeldstur cite parmi les « péchés capitaux de l'élevage des chiens modernes » l'exagération de traits de manière extrême ou anormale, ainsi que la recherche de tailles toujours plus grandes ou toujours plus petites. Dans un article de La Dépêche vétérinaire paru en 2014, Maud Lafon estime que ces « améliorations » esthétiques « confinent parfois au grotesque ». Les vétérinaires préconisent une limitation des saillies par reproducteur pour enrayer la perte de diversité génétique, l'écartement systématique de tous les individus malades ou handicapés de la reproduction, et un changement des critères de notation en exposition canine et féline.